# Caesio teres
Caesio teres, el pez fusilero amarillo y espalda azul, fusilero azul y oro o fusilero de cola amarilla, es un pez marino pelágico que pertenece a la familia de los Caesionidae.

## Descripción
Este fusilero crece hasta 40 cm. Su cuerpo es fusiforme o de forma de huso y su aleta caudal es bifurcada. La boca es pequeña y terminal. La boca protrusible puede ser extendida hacia adelante para tragar alimentos.
La coloración del cuerpo es azul y amarilla en la espalda. Cuando este fusilero es joven, el área amarilla comienza desde el cuello, o parte anterior de la aleta dorsal, hasta la parte inferior del caudal pedúnculo, trazando una diagonal. Para los peces más crecidos, el área amarilla es reducida hasta la aleta caudal y el pedúnculo caudal.

## Distribución y hábitat
Está ampliamente distribuido a lo largo de las aguas tropicales del Océano Índico, excluidos el Mar Rojo y el Golfo Pérsico, hasta el Océano Pacífico occidental. Vive en aguas de profundidad media en lagos profundos y cerca de arrecifes externos en profundidades desde la superficie hasta 50 m.

## Alimentación
El Caesio teres se alimenta de zooplancton, así que es planctívoro.

## Comportamiento
El fusilero amarillo y espalda azul es diurno, y vive en grupos y forma grupos con otros caesionids, tales como los Caesio xanthonota. Frecuentemente existe confusión entre estas dos especies; el Caesio xanthonota tiene una zona constante amarilla que no cambia con la edad, mientras que el fusilero amarillo y espalda azul si lo hace. Esta zona amarilla comienza en la “frente” entre los ojos, y termina en la aleta caudal, estando incluida la aleta dorsal.
- Datos: Q2192025
- Multimedia: Caesio teres / Q2192025